# Vara på tapeten
Uttrycket vara på tapeten eller något nytt på tapeten är ett uttryck härstammande från 1600-talet, första gången dokumenterat i text 1664. Namnet kommer av att tapet då även kunde betyda bordsduk. Den rätt som just serverade var då "ny på tapeten" och den aktuella.